# Сергій Аморалов
Сергій Аморалов (справжнє ім'я — Сергій Олександрович Суровенко; нар.. 11 січня 1979, Ленінград) — російський співак і автор пісень, відомий як один з учасників групи «Отпетые мошенники».

## Біографія

### Ранні роки
Сергій Аморалов (тоді ще Сергій Суровенко) народився 11 січня 1979 року в Ленінграді. Його батько працював слюсарем 5-го розряду на оборонному заводі, мати займалася вихованням двох дітей (Сергій має старшу сестру). Все дитинство майбутнього артиста пройшло у північній столиці. Там же він уперше почав замислюватися про велику сцену. Проте це було не відразу. Спочатку Сергій мріяв стати військовим льотчиком, потім слюсарем, як і його батько. Проте від цих думок він невдовзі відмовився. Серйозним захопленням у житті став спорт. Ще в молодших класах школи Сергій почав займатися секцією гімнастики і навіть зумів отримати перший дорослий розряд. Однак дорости до професійного спортсмена йому не судилося: будучи підлітком, він зазнав серйозної травми спини, внаслідок чого зі спортом довелося розпрощатися. Новим захопленням у житті молодої людини став живопис. Процес створення картин та етюдів дуже захоплював Сергія, проте педагоги, як і він сам, ніколи не відзначали у нього особливого таланту.
Паралельно з іншими захопленнями Сергій завжди плекав любов до музики. Йому подобалася творчість гуртів Prodigy, Nirvana, The Cure та деяких інших. Схожих поглядів на музику дотримувався також його друг і сусід Гарік Богомазов . Водночас вони часто влаштовували імпровізовані виступи біля свого під'їзду, виконуючи здебільшого нецензурні пісні. Значно пізніше, після того як Сергій Аморалов став студентом Санкт-Петербурзького архітектурно-будівельного університету, любов до музики набула більш усвідомлених рис. Залишивши вуз після першого курсу, він почав готуватися до вступу в Академію культури на естрадний факультет, проте все ж таки не вступив туди: плани змінила випадкова зустріч з молодим музикантом В'ячеславом Зінуровим, який незабаром став «творчою» основою колективу.

### «Отпетые мошенники»
Саме Зінуров зумів спочатку спрямувати енергію юнаків у більш менш пристойне русло. Так і утворився гурт «Отпетые мошенники». Сергій з Гаріком писали прості тексти, Слава складав прості мелодії. Дивно, але такий підхід до творчості надалі забезпечив хлопців першими реальними контрактами. «Розкруткою» гурту зайнявся досить відомий продюсер Євген Орлов. З цього моменту в житті Сергія Аморалова та інших учасників розпочався новий етап . Офіційною датою освіти колективу вважається 8 грудня 1996 року. У цей день «Отпетые мошенники» вперше постали перед публікою в рамках фестивалю «Танцююче місто» в Череповці. Незабаром на всіх радіостанціях Росії зазвучав їхній перший хіт — «Бросай курить». Ця композиція зробила групі ім'я і стала головним шлягером їхнього першого альбому — «Из цветного пластилина». По-справжньому ж відомими та популярними «Отпетые мошенники» стали після запису радіо-хіта «Всяко-разно». Після цього вони почали часто гастролювати, з'являтися у телевізійних проектах, давати інтерв'ю різним виданням. Аморалов висунувся в колективі на лідируючі позиції і фактично став його обличчям. У більшості кліпів він грав центральну роль, як провідний соліст виступав також і при записі пісень.
За кілька років гурт випустив шість успішних альбомів, зняв безліч кліпів. У різні роки «Отпетые мошенники» ставали лауреатами премій «Золотий грамофон», «Пісня року», «Стопудовий хіт» та інших. Період з кінця 90-х до середини нульових років був золотим часом в історії колективу. Проте згодом у них пішли на спад. 2008-го року вони записали свій сьомий студійний альбом «Назло рекордам», але великого успіху він не мав. На телебаченні гурт також став рідше з'являтися.
Після того, як засновник та колишній соліст гурту «Отпетые мошенники» Том Хаос 10 березня 2022 року покінчив життя самогубством, стало відомо, що Сергій Аморалов його обманював та заборгував велику суму — приховуючи значну частину гонорарів за виступи.

## Фільмографія
| Рік  |   | Назва    | Роль  |    |
| ---- | - | -------- | ----- | -- |
| 2021 | с | Полярный | камео | ру |

## Особисте життя
На початку 2000-х років Сергій Аморалов тривалий час зустрічався із солісткою гурту «Сливки» Дарією Єрмолаєвою. Роман їх тривав близько трьох років, після чого вони розлучилися. У середині 2008 року Сергій одружився зі своєю новою подругою — екс-моделлю Марією Едельвейс.